# دار بوعزه
دار بوعزه (به فرانسوی: Dar Bouazza) یک منطقهٔ مسکونی در مراکش است که در Nouaceur Province واقع شده‌است.
 دار بوعزه ۴۸٫۳۶ کیلومتر مربع مساحت و ۱۵۱٬۳۷۳ نفر جمعیت دارد.